# Єлмозеро
Єлмозеро (рос. Елмозеро, карел. Jolmarvi, D’olmarvi) — озеро в Медвеж'єгорському районі Карелії, Російська Федерація.
Має витянуту форму з північного заходу на південний схід. Береги високі, на північному заході та в центральній частині — скелясті, до 25 м, в південно-східній — кам'янисто-піщані, покриті хвойним лісом. На озері 17 островів.
Через озеро протікає річка Єлма.